# A Noite

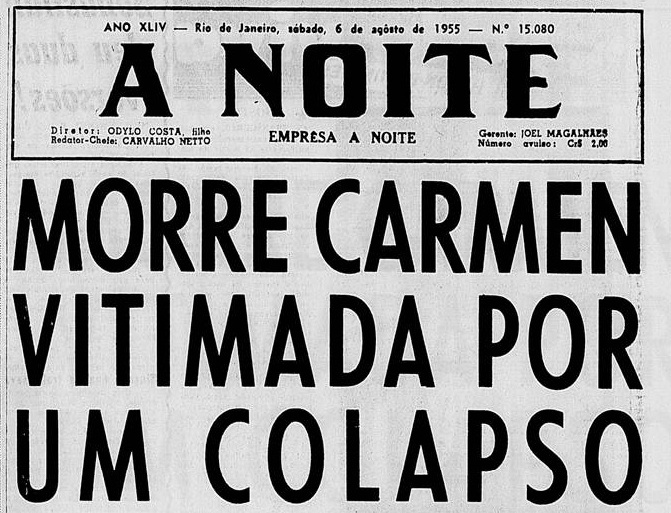
Titelblatt von "A Noite" vom 6. August 1955.

A Noite (Der Abend) war eine populäre brasilianische Zeitung in Rio de Janeiro. Sie erschien mit einigen Unterbrechungen und mehreren Eigentümern vom 18. Juli 1911 bis 27. Dezember 1957 und vom 20. Dezember 1960 bis 31. August 1964, als sie endgültig eingestellt wurde. Sitz der Redaktion war am Praça Mauá im Stadtviertel Saúde im historischen Zentrum der Stadt.
Das Blatt wurde von Irineu Marinho 1911 als Abendzeitung aufgezogen, gespickt mit Polizeinachrichten, Bildern und großer Auflage, nachdem er mit dreizehn anderen Mitarbeitern die Zeitung Gazeta de Notícias wegen politischer Unstimmigkeiten verlassen hatte. Rasch wurde die Zeitung zur Lieblingslektüre der Cariocas.
A Noite hatte sich von Beginn an als eine Art politischer Opposition festgelegt, war selbst ein erklärter scharfer Kritiker der damals neu gebildeten Regierung von Hermes Rodrigues da Fonseca (1910–1914). A Noite unterstützte damals eine Zivilgruppe um Ruy Barbosa als Kandidaten zum Präsidenten der Republik. In einer späteren Phase verließ das Blatt die Opposition und unterstützte fortan die Regierung von Washington Luís sowie nachfolgender Regierungen.
A Noite galt damals als eine der ersten populären Zeitungen von Rio de Janeiro mit einem niedrigen Einzelverkaufspreis.